# Style.com
Style.com est un portail web en langue anglaise consacré au monde de la mode vestimentaire. 
Lancé en septembre 2000, il est à l'origine le site officiel des magazines de mode Vogue et W. En octobre 2010, Condé Nast, propriétaire de Vogue, cède le site à l'une de ses filiales, le groupe de presse américain Fairchild Fashion.
Site d'actualité du monde de la mode, il offre une base de données exhaustive de toutes les photos des défilés de mode, classées par couturier et par saison. Selon le site de mesure d'audience Alexa, il est l'un des sites de magazine de mode les plus consultés au monde,.
Le 31 octobre 2011, il lance une déclinaison papier de son site.
En 2017, Conde Nast annonce la fermeture de son site de vente en ligne style.com.  